# スタロドゥーブ公 (スタロドゥーブ)
スタロドゥーブ公（ロシア語: Князь Стародубский）は、チェルニゴフ公国・リトアニア大公国の分領公国だったスタロドゥーブ公国の君主の称号である（「公」はクニャージからの訳出による）。君主号・公国の名は、その首都だったスタロドゥーブによる。

## スタロドゥーブ公の一覧
括弧内は在位年
- スヴャトスラフ・オリゴヴィチ（1141 - 1146）
- イジャスラフ・ダヴィドヴィチ（1147 - 1151）
- スヴャトスラフ・フセヴォロドヴィチ（1155 - 1157）
- スヴャトスラフ・ウラジミロヴィチ（1157 - 1160）
- ヤロスラフ・フセヴォロドヴィチ（1160 - 1180）
- オレグ・スヴャトスラヴィチ(ru)（1190 - 1198）
- フセヴォロド・スヴャトスラヴィチ（1198 - 1202）
- グレプ・スヴャトスラヴィチ（1202 - 1204）

（この間ブリャンスク公国領）
- パトリカス・ナリマンタイティス（1356 - ?）
- ドミトリユス・アルギルダイティス（1370頃 - 1380）
- アレクサンドラス(ru)（? - 1402）
- ジーギマンタス・ケーストゥタイティス（1406 - 1432）
- ヴァシリー・ヤロスラヴィチ(ru)（1445 - 1449）
- イヴァン・アンドレエヴィチ(ru)（1455 - 1485頃[1]）
- フョードル・アンドレエヴィチ（1486）
- アンドレイ・イヴァノヴィチ（1486 - 1487頃）
- セミョーン・イヴァノヴィチ(ru)（1487頃 - 1505[2]もしくは1508[3]）
- ヴァシリー・セミョーノヴィチ(ru)（1508 - 1517）